# Filipa Plantageneta, 5.ª Condessa de Ulster
Filipa Plantageneta ou Filipa de Clarence (Palácio de Eltham, 16 de agosto de 1355 — Cork, 5 de janeiro de 1382) foi suo jure 5.ª condessa de Ulster como sucessora de sua mãe, e condessa consorte de March por casamento com Edmundo Mortimer, 3.º Conde de March.

## Família
Filipa era a única filha do príncipe Leonel de Antuérpia e de Isabel de Burgh, 4.ª Condessa de Ulster.
Seus avós paternos eram o rei Eduardo III de Inglaterra e Filipa de Hainault, e seus avós maternos eram Guilherme Donn de Burgh, 3.º conde de Ulster e Matilde de Lencastre.

## Biografia
Em maio de 1368, Filipa casou-se com Edmundo Mortimer, na Capela da Rainha, na Abadia de Reading. Ela tinha doze anos, e ele, dezesseis. O noivo era filho de Rogério Mortimer, 2.º Conde de March e de Filipa de Montagu, sendo que este Rogério era neto de Rogério Mortimer, 1.º Conde de March, envolvido na deposição do rei Eduardo II de Inglaterra, pai de Eduardo III, como amante da consorte do rei, Isabel de França.
Devido a falta de herdeiros que sucedessem seu primo, o rei Ricardo II de Inglaterra, Filipa e seus descendentes passaram a fazer parte da linha sucessória até a deposição de Ricardo por Henrique IV. 
Filipa faleceu em 5 de janeiro de 1382, aos 26 anos de idade, e foi enterrada em Cork, na Irlanda. Mais tarde, foi reenterrada na Abadia de Wigmore, na Inglaterra.

## Descendência
Filipa e Edmundo tiveram quatro filhos:
- Isabel Mortimer (12 de fevereiro de 1371 - 20 de abril de 1417), foi casada duas vezes. Seu primeiro marido foi Henrique Percy, com quem teve dois filhos. Após sua morte, casou-se com o barão Tomás de Camoys, com quem teve dois filhos;
- Rogério Mortimer, 4.º Conde de March (11 de abril de 1374 - 20 de julho de 1398), foi o sucessor do pai, e herdeiro presuntivo do trono inglês após a morte da mãe, e conde de Ulster. Foi casado com Leonor Holland, com quem teve quatro filhos, incluindo Ana Mortimer, a avó paterna dos reis de Inglaterra, Eduardo IV e Ricardo III;
- Filipa Mortimer (21 de novembro de 1375 - 24 de setembro de 1401), foi casada três vezes. Seu primeiro marido foi João Hastings, 3.º conde de Pembroke, o segundo foi Ricardo Fitzlan, 4.º Conde de Arundel, com quem teve um filho chamado João que morreu jovem, e o último foi Tomás de Poynings, barão de St. John;
- Edmundo Mortimer (9 de novembro de 1376 - 13 de maio de 1411) foi um participante das rebeliões contra o príncipe de Gales, Owain Glyndŵr, tendo sido capturado e preso. Mais tarde, casou-se com Catarina Glendower, filha de Owain, com quem teve um filho e três filhas.